# ボストン・シアター・ディストリクト
ボストン・シアター・ディストリクト (英語: Boston Theater District) は、アメリカ合衆国マサチューセッツ州ボストンの舞台芸術の中心地。トレモント・ストリートとボイルストン・ストリートに多くの劇場が集合している。
ブロードウェイ作品からレパートリー・シアター作品まで幅広く上演される。ニューヨークのシアター・ディストリクトより規模は小さいが、ブロードウェイのように舞台芸術作品を上演している。

## 歴史
1792年までピューリタンによりボストンでは演劇が禁止されていた。1793年、ボストンに初の劇場が開業した。1900年、ボストン・シアター・ディストリクトには劇場31軒が存在し、総計5万席となった。1940年代、劇場50軒が存在していた。1970年代以降、古い劇場は改築されていった。

## 再生
2008年、サフォーク大学はモダン・シアターを買収した。以降再開し、様々な舞台作品が上演されている。2011年、これによりサフォーク大学は史跡保護ナショナル・トラストから保護栄誉賞を受賞した。
エマーソン大学はパラマウント・シアターを占有の学術および舞台芸術の複合施設として使用している。

## ワシントン・ストリート・シアター・ディストリクト
ワシントン・ストリート・シアター・ディストリクトは、ボストン・シアター・ディストリクト内にあるワシントン・ストリート511番地から559番地の歴史地区である。